# Trinidad és Tobago az 1964. évi nyári olimpiai játékokon
Trinidad és Tobago a japán Tokióban megrendezett 1964. évi nyári olimpiai játékok egyik részt vevő nemzete volt. Az országot az olimpián 4 sportágban 13 sportoló képviselte, akik összesen 3 érmet szereztek.

## Érmesek
| Érem  | Versenyző                                                | Sportág  | Versenyszám           |
| ----- | -------------------------------------------------------- | -------- | --------------------- |
| Ezüst | Wendell Mottley                                          | Atlétika | Férfi 400 m           |
| Bronz | Edwin Roberts                                            | Atlétika | Férfi 200 m           |
| Bronz | Kent Bernard Wendell Mottley Edwin Roberts Edwin Skinner | Atlétika | Férfi 4 × 400 m váltó |

## Atlétika
Férfi
| Versenyző                                                | Versenyszám     | Előfutam | Előfutam | Előfutam | Negyeddöntő | Negyeddöntő | Negyeddöntő | Elődöntő | Elődöntő | Elődöntő | Döntő   | Döntő    |
| Versenyző                                                | Versenyszám     | Idő      | Hely.    | Össz.    | Idő         | Hely.       | Össz.       | Idő      | Hely.    | Össz.    | Idő     | Helyezés |
| -------------------------------------------------------- | --------------- | -------- | -------- | -------- | ----------- | ----------- | ----------- | -------- | -------- | -------- | ------- | -------- |
| Wilton Jackson                                           | 100 m           | 10,70    | 5.       | 32.*     | kiesett     | kiesett     | kiesett     | kiesett  | kiesett  | kiesett  | kiesett | kiesett  |
| Clifton Bertrand                                         | 200 m           | 21,39    | 3.       | 20.      | 21,69       | 5.          | 22.         | kiesett  | kiesett  | kiesett  | kiesett | kiesett  |
| Edwin Roberts                                            | 200 m           | 20,89    | 1.       | 2.       | 20,90       | 1.          | 1.          | 20,86    | 3.       | 5.       | 20,63   |          |
| Kent Bernard                                             | 400 m           | 46,80    | 1.       | 10.      | 46,73       | 2.          | 8.*         | 47,08    | 7.       | 13.      | kiesett | kiesett  |
| Wendell Mottley                                          | 400 m           | 45,94    | 1.       | 1.       | 45,88       | 1.          | 1.          | 45,96    | 2.       | 2.       | 45,24   |          |
| Edwin Skinner                                            | 400 m           | 46,50    | 2.       | 5.       | 46,90       | 1.          | 11.         | 46,50    | 3.       | 6.       | 46,8    | 8.       |
| Edwin Skinner Kent Bernard Edwin Roberts Wendell Mottley | 4 × 400 m váltó | 3:05,0   | 1.       | 3.       |             |             |             |          |          |          | 3:01,7  |          |

* - egy másik versenyzővel azonos időt ért el

## Kerékpározás

### Pálya-kerékpározás
Sprintverseny
| Versenyző     | Versenyszám  | 1. forduló                                            | 1. forduló | Vigaszág selejtező                                  | Vigaszág selejtező | Vigaszág döntő              | Vigaszág döntő | Nyolcaddöntő                                        | Nyolcaddöntő | Vigaszág selejtező                               | Vigaszág selejtező | Vigaszág döntő       | Vigaszág döntő | Negyeddöntő          | Elődöntő             | Döntő                | Helyezés    |
| Versenyző     | Versenyszám  | Ellenfelek Győztes idő                                | Hely.      | Ellenfelek Győztes idő                              | Hely.              | Ellenfél Győztes idő        | Hely.          | Ellenfelek Győztes idő                              | Hely.        | Ellenfelek Győztes idő                           | Hely.              | Ellenfél Győztes idő | Hely.          | Ellenfél Győztes idő | Ellenfél Győztes idő | Ellenfél Győztes idő | Helyezés    |
| ------------- | ------------ | ----------------------------------------------------- | ---------- | --------------------------------------------------- | ------------------ | --------------------------- | -------------- | --------------------------------------------------- | ------------ | ------------------------------------------------ | ------------------ | -------------------- | -------------- | -------------------- | -------------------- | -------------------- | ----------- |
| Fitzroy Hoyte | Férfi egyéni | Giovanni Pettenella (ITA) · Tim Phivana (CAM) · 11,40 | 2.         | Oscar García (ARG) · José Luis Tellez (MEX) · 12,16 | 2.                 | kiesett                     | kiesett        | kiesett                                             | kiesett      | kiesett                                          | kiesett            | kiesett              | kiesett        | kiesett              | kiesett              | kiesett              | helyezetlen |
| Roger Gibbon  | Férfi egyéni | Ivan Kučírek (TCH) · Alan Grieco (USA) · 11,60        | 2.         | Kavacsi Cujosi (JPN) · Tim Phivana (CAM) · 11,65    | 1.                 | Arie de Graaf (NED) · 11,35 | 1.             | Patrick Sercu (BEL) · Thomas Harrison (AUS) · 11,43 | 3.           | Pierre Trentin (FRA) · Karl Barton (GBR) · 12,81 | nem ért célba      | kiesett              | kiesett        | kiesett              | kiesett              | kiesett              | helyezetlen |

Időfutam
| Versenyző    | Versenyszám  | Idő     | Helyezés |
| ------------ | ------------ | ------- | -------- |
| Roger Gibbon | Férfi egyéni | 1:11,19 | 8.       |

Üldözőversenyek
| Versenyző      | Versenyszám  | Selejtező                              | Selejtező | Selejtező | Negyeddöntő  | Negyeddöntő | Negyeddöntő | Elődöntő     | Elődöntő  | Elődöntő | Döntő        | Döntő     | Helyezés    |
| Versenyző      | Versenyszám  | Ellenfél Idő                           | Saját idő | Hely.     | Ellenfél Idő | Saját idő   | Hely.       | Ellenfél Idő | Saját idő | Hely.    | Ellenfél Idő | Saját idő | Helyezés    |
| -------------- | ------------ | -------------------------------------- | --------- | --------- | ------------ | ----------- | ----------- | ------------ | --------- | -------- | ------------ | --------- | ----------- |
| Ronald Cassidy | Férfi egyéni | Samaisuk Krissanasuwan (THA) · 6:00,76 | 5:35,64   | 1.        | kiesett      | kiesett     | kiesett     | kiesett      | kiesett   | kiesett  | kiesett      | kiesett   | helyezetlen |

## Súlyemelés
| Versenyző      | Versenyszám | Nyomás   | Nyomás   | Szakítás | Szakítás | Lökés    | Lökés    | Összesen | Helyezés |
| Versenyző      | Versenyszám | Eredmény | Helyezés | Eredmény | Helyezés | Eredmény | Helyezés | Összesen | Helyezés |
| -------------- | ----------- | -------- | -------- | -------- | -------- | -------- | -------- | -------- | -------- |
| Hugo Gittens   | 67,5 kg     | 117,5    | 12.      | 105,0    | 14.      | 145,0    | 9.       | 367,5    | 11.      |
| Brandon Bailey | +90 kg      | 155,0    | 11.      | 120,0    | 20.      | 150,0    | 20.      | 425,0    | 20.      |

## Vitorlázás
Nyílt
| Versenyző                   | Versenyszám     | Futam | Futam | Futam | Futam | Futam | Futam | Futam | Pontszám | Helyezés |
| Versenyző                   | Versenyszám     | 1     | 2     | 3     | 4     | 5     | 6     | 7     | Pontszám | Helyezés |
| --------------------------- | --------------- | ----- | ----- | ----- | ----- | ----- | ----- | ----- | -------- | -------- |
| Cordell Barrow Rawle Barrow | Repülő hollandi | 144   | 219   | 101   | (0)   | 219   | 168   | 219   | 1070     | 19.      |